# 3760万令吉所得税欠款案
3760万令吉所得税欠款案是马来西亚第六任首相纳吉·阿都拉萨次子纳兹福丁·纳吉与马来西亚内陆税收局的法律诉讼。案件开始于2019年7月24日，当时内陆税收局入禀高庭向纳兹福丁追讨于2011年至2017年累积总值3760万令吉的所得税欠款。目前该案还在审理中。
2021年5月18日，纳兹福丁因尚未缴清高庭在2020年7月谕令他支付3760万令吉所得税欠款，而接获内陆税收局发出的破产通知书。其代表律师魏永康（译音）说，破产通知书已在4月30日交到其当事人手中，辩方已在5月6日提呈宣誓书抗议这份通知书。

## 案件过程
2019年7月24日，马来西亚政府通过内陆税收局入禀高庭起诉纳兹福丁，向他追讨于2011年至2017年累积总值3760万令吉的所得税欠款。
2019年10月23日，内陆税收局向法庭申请，对纳兹福丁3760万令吉所得税欠款案作出简易判决，即在无需传召证人供证的情况下直接判决。纳兹福丁的代表律师魏永康在高庭法官阿末再迪进行案件管理后，向记者如是透露。
2020年3月2日，吉隆坡高庭驳回纳兹福丁要求暂缓内陆税收局向他追讨3760万令吉所得税欠款审讯的申请。高庭法官阿末再丁（Ahmad Zaidi Ibrahim）认为，目前没有特别情况需要批准暂缓审讯，因此驳回纳兹福丁的申请。法庭也择订4月28日，审理税收局所提出的简易判决申请。
2020年6月16日，高庭择定7月6日，审理内陆税收局纳兹福丁追讨3760万令吉所得税欠款案的简易判决申请。
2020年7月6日，吉隆坡高庭批准内陆税收局的简易判决申请，以向纳兹福丁追讨3760万令吉所得税欠款。
2021年5月18日，纳兹福丁因尚未缴清高庭谕令他支付3760万令吉的所得税欠款，而接获内陆税收局发出的破产通知书。
2021年9月9日，上诉庭维持高庭的简易判决，允许税收局分别向纳兹福丁及其父亲纳吉·阿都拉萨追讨3760万令吉和16亿9000万令吉的欠税。纳兹福丁和纳吉于9月13日分别向联邦法院入禀动议通知，申请上诉要求推翻上诉庭驳回他们上诉申请的判决。
2021年10月21日，上诉庭批准纳兹福丁和父亲纳吉的申请，暂缓向内陆税收局缴纳总额逾17亿令吉所得税欠税，直至联邦法院审理他们提出的上诉申请为止。以法官阿兹莎为首的上诉庭三司，通过视讯聆听纳吉和纳兹福丁的律师莫哈末沙菲宜，以及税收局的律师哈兹丽娜的双方陈词后，作出上述决定。